# Carmen (filme de 1983)
Carmen é um filme de drama espanhol de 1983 dirigido e escrito por Carlos Saura com base no romance homônimo de Prosper Merimée. Foi indicado ao Oscar de melhor filme estrangeiro na edição de 1984, representando a Espanha.

## Elenco
- Paco de Lucía - Paco
- Laura del Sol - Carmen
- Antonio Gades - Antonio
- Marisol - Pepa Flores
- Cristina Hoyos - Cristina
- Juan Antonio Jiménez - Juan
- José Yepes - Pepe Girón
- Sebastián Moreno - Escamillo
- Gómez de Jerez
- Manolo Sevilla
- Antonio Solera
- Manuel Rodríguez
- Lorenzo Virseda
- M. Magdalena
- La Bronce